# Wales Head
Wales Head är en udde i Sydgeorgien och Sydsandwichöarna (Storbritannien). Den ligger i den nordvästra delen av Sydgeorgien och Sydsandwichöarna.
Terrängen inåt land är huvudsakligen kuperad, men åt nordost är den platt. Havet är nära Wales Head åt nordost.  Trakten runt Wales Head är nära nog obefolkad, med mindre än två invånare per kvadratkilometer. Det finns inga samhällen i närheten. Trakten runt Wales Head består i huvudsak av gräsmarker.